# Cyclodictyon richardsii
Cyclodictyon richardsii är en bladmossart som beskrevs av F. D. Bowers och Robert Earle Magill 1975 [1976. Cyclodictyon richardsii ingår i släktet Cyclodictyon och familjen Hookeriaceae. Inga underarter finns listade i Catalogue of Life.